# Gayle Bluth
Gayle Bluth McDonald, detto Chato (Colonia Juárez, 19 aprile 1925 – Chihuahua, 19 gennaio 2013), è stato un cestista messicano.

## Carriera
Tra i giocatori di spicco della pallacanestro messicana degli anni cinquanta e sessanta, prese parte con il Messico ai Giochi olimpici di Roma 1960. Si ritirò nel 1964.